# Zunzgen
Zunzgen est une commune suisse du canton de Bâle-Campagne, située dans le district de Sissach.

Vue aérienne de 800 m par Walter Mittelholzer (1922).